# Faculté de pharmacie de Strasbourg
 (novembre 2022).
Pour les articles homonymes, voir Faculté de pharmacie.
La faculté de pharmacie de Strasbourg est située sur le campus d'Illkirch à Strasbourg, campus qui est situé sur la commune d'Illkirch-Graffenstaden faisant partie de la communauté urbaine de Strasbourg. Le campus fait partie intégrante du technopôle, Le Parc d'Innovation, construit à partir des années 80 et spécialisé dans les secteurs des biotechnologies, des NTIC et ceux de la santé en général.

## Historique

### Les prémices
Jusqu’au début du XIXe siècle, la formation du pharmacien, ou plutôt d'apothicaire, est soumise à des réglementations locales. En 1660 est rédigé un règlement des apothicaires de Strasbourg. 
En 1675 le Stettmeister, le Sénat et le Conseil des XXI promulguent une ordonnance de 35 pages réglementant le corps médical et pharmaceutique : tous les médecins de la ville sont regroupés dans le Collegium medicum ainsi créé, et les pharmaciens sont soumis à 41 règles. Parmi celles-ci, pour qu'un pharmacien puisse être propriétaire d'une pharmacie ou d'en gérer une, il doit passer un examen devant une commission composée des délégués du Magistrat préposés aux affaires de santé publique (Oberapothekerherren), du doyen (le « Médecin de la ville », Medicus orbi ou Stadtphysicus) et du vice-doyen du Collegium Medicum, et de l'apothicaire le plus ancien de la ville.
Le nouveau règlement strasbourgeois du 26 février 1757 réorganise la profession pharmaceutique : la commission d'examen des candidats apothicaires est augmentée d'un professeur de chimie, botanique et matière médicale de la Faculté de médecine ; et le candidat doit soit avoir fait 5 ans de compagnonnage après son apprentissage, soit avoir suivi un cours complet — y compris des travaux pratiques — chez un professeur de chimie. 

Ce règlement est révisé en 1765 par une ordonnance de l'intendant d'Alsace, puis le 30 octobre 1769 par une ordonnance de Louis-Guillaume de Blair de Boisemont (maître des requêtes), puis le 15 octobre 1780 par une ordonnance de Antoine de Chaumont de la Galaiziére (intendant de justice, de police et des finances d'Alsace). Préciser qu'à l'époque le nombre de pharmacies à Strasbourg est limité : en 1643 il y en a cinq pour 23 000 habitants et, la population de la ville ayant fort augmenté à partir de 1681, la création d'une sixième pharmacie est acceptée en 1746. Dans les faits l'exercice de la pharmacie est alors un monopole exercé par quelques familles. 

Tous les citoyens strasbourgeois doivent être inscrits à l'une des 20 corporations de la ville ; celle des apothicaires est la « Corporation du Miroir » siégeant au « Café du miroir » (29 rue des Serruriers). Tous les apothicaires sont riches : une pharmacie vaut un million de livres en 1777 (quand un maçon gagne une livre par jour). Et tous doivent être bourgeois de Strasbourg.
Avec la Révolution vient la loi du 2 mars 1791 qui abolit les privilèges des professions : aucune autorité ne peut autoriser ou interdire l'exercice de la pharmacie. Mais à peine 6 semaines plus tard, le 14 avril 1791, l'Assemblée nationale suit le conseil de son comité de salubrité et rétablit la réception des postulants suivant les statuts anciens.

### École de pharmacie
Arrive l'époque de la Révolution française. L'état sanitaire des populations est déplorable, surtout à cause de la malnutrition due à la pauvreté mais aussi des maladies sévissant à grande échelle (variole, maladies vénériennes, rougeole, rubéole et typhoïde fréquentes, épidémie de typhus à Nantes en 1793-94,…). Le tout est considérablement aggravé par les guerres de la Révolution française (suivies des guerres napoléoniennes, elles aussi grandes pourvoyeuses d'épidémies diverses dont typhus, paludisme (campagnes d'Italie) et peste pour la campagne d'Égypte) : comme toutes les guerres de l’époque moderne jusque dans le XXe siècle, elles voient le nombre des morts par maladies diverses considérablement plus élevé que les activités guerrières n'en tuent. Couronnant le tout, les visées coloniales, en forte hausse au XIXe siècle, mettent les soldats d'abord, et les civils à leur suite, en contact avec des pathogènes contre lesquels ils ne sont pas immunisés. Pour fournir des médecins et chirurgiens (formés et non auto-proclamés) militaires aux armées, la Convention nationale décide le 14 frimaire de l'an III (4 décembre 1794) de l'ouverture de trois écoles de santé dans les Facultés de médecine de Paris, de Montpellier et de Strasbourg. 
Par décret, les biens et matériels d'enseignement des anciennes facultés passent aux écoles. Ainsi le 21 décembre 1794 a lieu l'ouverture solennelle de l'école de médecine de Strasbourg. Le nombre de chaires (trois dans l'ancienne faculté de médecine) est porté à cinq dans l'école de santé : anatomie et physiologie, botanique et matière médicale, chimie médicale et pharmacie, clinique interne, chirurgie pathologie interne et accouchements. Diverses chaires sont par la suite progressivement ajoutées pour arriver à 10 en 1799.[réf. nécessaire]
La loi du 21 germinal an XI (11 avril 1803) décrète que les étudiants en pharmacie doivent passer par huit années de stage en officine, dont 5 peuvent être facultativement remplacées par 3 années de cours dans une École de pharmacie (avec délivrance d'un diplôme) ; après quoi ils peuvent exercer sur tout le territoire français. Par contre Les candidats reçus par les jurys médicaux prévus pour les officiers de santé, mais complétés par quatre pharmaciens, ne peuvent exercer que dans le département où ils ont été reçus.
Le 11 avril 1803, lorsque le Premier Consul Napoléon Bonaparte crée trois écoles de pharmacie à Paris, Montpellier et Strasbourg,, il y a douze chaires dont quatre concernent les sciences pharmaceutiques à l'école de médecine. Chaque école de pharmacie doit, à ses frais, organiser l'enseignement d'au moins 4 matières : botanique, histoire naturelle des médicaments, pharmacie et chimie.[réf. nécessaire]
L'enseignement débute en 1805 dans les écoles de pharmacie[réf. nécessaire] mais il y a manque de locaux, de crédits, et aussi d'élèves à la suite de l'incorporation des jeunes gens à l'armée. Surtout, les cours et l'examen coûtent cher : 36 francs pour chaque cours, 900 francs pour l'examen (1 kg d'or coûte à l'époque 3 100 francs et environ 54 000 euros en 2023, soit une équivalence d'environ 17 500 euros pour 1 000 francs de l'époque). Et enfin, les pharmaciens installés ne laissent pas leurs stagiaires suivre les cours ; et comme ces stagiaires sont liés par contrat, ils ne peuvent guère se libérer. En 1805 il y a une demi-douzaine d'élèves. De plus l'assiduité est optionnelle et l'enseignement mal organisé. Peu après (en 1810[réf. nécessaire] ?), malgré l'appel à des élèves étrangers pour pourvoir aux besoins strasbourgeois en pharmaciens,[réf. nécessaire] les cours de l'école de pharmacie s'arrêtent.
Sous Louis-Philippe, pendant la monarchie de juillet, une ordonnance du 28 novembre 1835 relance les cours. Une réorganisation a lieu permettant leur reprise et l'école de pharmacie est finalement incorporée à l'université de Strasbourg en 1842. L'hôpital militaire créé sous l'ancien régime, ayant une fonction d'hôpital d'instruction, continue cependant de fonctionner avec une participation des pharmaciens militaires à l'enseignement de la pharmacie. En juin 1840, sous le règne de Louis-Philippe, l'école s'installe dans de nouveaux locaux.[réf. nécessaire]
Avec la guerre de 1870, Strasbourg devient allemande. L'école de pharmacie ferme définitivement le 31 août 1870 et la quasi-totalité des professeurs part, sauf Ignace-Léon Oberlin,, Eugène-Théodore Jacquemin et Frédéric Schlagdenhauffen. Une Société des élèves en pharmacie d'Alsace-Lorraine se constitue début 1871, regroupant élèves inquiets pour leur avenir et pharmaciens, dans le but d'obtenir la réouverture de l'école. À l'initiative de M. Schlagdenhaufen et quelques pharmaciens, avec l'appui moral et même financier de la municipalité et avec l'accord tacite des autorités universitaires allemandes, s'ouvre alors l'école autonome de pharmacie de Strasbourg.[réf. nécessaire]

### La Kaiser-Wilhelms-Universität et le transfert à Nancy
En 1872, un décret impérial crée la Kaiser-Wilhelms-Universität de Strasbourg et suspend l'école autonome qui est incorporée comme un institut à la nouvelle université réorganisée sur le modèle allemand. En réponse au décret impérial allemand,[réf. nécessaire] l'Assemblée Nationale (plus exactement la Chambre des députés de la Troisième République) vote le 19 mars 1872 le transfert de la faculté de médecine de Strasbourg à Nancy. Le décret de transfèrement, signé par le président Thiers le 1er octobre 1872, signale (titre II, article 10) que Léon Oberlin, Eugène Jacquemin et Frédéric Schlagdenhauffen sont maintenus dans leurs chaires et font partie de droit de l'assemblée de Faculté ; et que l'école de pharmacie dépend temporairement de la faculté de médecine (de Nancy), qui l'héberge dans ses locaux — ce qui veut dire que l'école de pharmacie n'a provisoirement plus de directeur attitré. De 1872 à 1876, le doyen de la Faculté de médecine de Nancy confie la responsabilité de l'enseignement de l'École de pharmacie à Ignace-Léon Oberlin - directeur sans le titre. 

Le décret du 11 janvier 1876 redonne enfin son indépendance à l'école, ainsi que son propre directeur. Le 20 janvier 1876, Oberlin est élu directeur de l'École de Pharmacie. Le 15 octobre 1876, Jacquemin succède dans ce poste à Oberlin. Il conserve cette charge jusqu'au 15 octobre 1886, et F. Schlagdenhauffen lui succède alors.
À Strasbourg, une période de transition est fixée jusqu'à la rentrée de 1874 à partir de laquelle les nouveaux étudiants doivent suivre le cursus exigé par l'université allemande. Dans ce cursus les futurs pharmaciens travaillent quatre ans en officine, comme élèves, passent l'examen de commis puis, sous réserve d'avoir leur baccalauréat, suivent à l'université, comme auditeurs libres, les cours qu'ils choisissent parmi ceux des cursus d'aide-chirurgiens, de sages-femmes et de dentistes. Un examen d'État sanctionnant la fin des études.[réf. nécessaire]
Le premier directeur de l'institut de pharmacie fut un professeur suisse, le professeur Friedrich August Flückiger (en), qui par ses relations avec les facultés de pharmacie en France, en Angleterre, en Suisse, en Italie et en Allemagne, et grâce à ses élèves permit l'acquisition d'une réputation internationale à l'institut de pharmacie de Strasbourg. Cette réputation toute particulièrement dans l'étude des principes actifs des plantes attire de nombreux élèves étrangers, y compris des Anglais, des Américains et même un Japonais. Les directeurs qui succèdent à Flückiger, suisses comme lui, maintiennent sa tradition, contribuant à maintenir l'esprit alsacien à l'Institut et dans la profession.[réf. nécessaire]

### L'université de Strasbourg durant l'entre-deux-guerres
Après la fin de hostilités de la Première Guerre mondiale, les cours reprennent en 1919 et en 1922 l'institut devient une faculté de pharmacie dont le professeur Jadin de la faculté de Montpellier devint le doyen. Un décret de 1919 prévoit que les professeurs alsaciens et lorrains sont intégrés dans les cadres et avec les mêmes statuts que ceux des autres universités. Le nombre de chaires est aussi augmenté pendant cette période avec l'ajout, en 1919, des chaires de bactériologie, de cryptogamie, de pharmacologie, de botanique, de chimie médicale, d'analyse et toxicologie et, en 1921, de pharmacie galénique.
En 1925-1926, la faculté compte 152 étudiants, dont 34 français et 37 étrangers en première année. Parmi les étudiants étrangers se trouvent aussi bien des Suisses, des Bulgares, des Yougoslaves, des Roumains, des Polonais, des Norvégiens, que des Turcs et même des Chinois.
Le 1er septembre 1939, l'Université de Strasbourg est officiellement transférée à Clermont-Ferrand avec le corps enseignant au grand complet et tout le matériel. La faculté de pharmacie de Strasbourg absorbe l'école de plein exercice de pharmacie de Clermont beaucoup moins importante et qui ne comportait pas de 4e année.

### La Reichsuniversität Strassburg et l'université française de Strasbourg
Après l'Armistice de juin 1940, les Nazis annexèrent l'Alsace-Moselle, rouvrent les facultés à Strasbourg et enjoignent aux professeurs et étudiants alsaciens-mosellans de rentrer immédiatement. Un certain nombre d'entre eux regroupés autour du vice-recteur Danjon, qui met alors toute son autorité et son énergie à convaincre Vichy de maintenir ouverte l’Université française de Strasbourg à Clermont-Ferrand, refusent toute idée de retour. Fait remarquable, tout le personnel de la faculté de pharmacie reste à Clermont avec la plupart des étudiants alsaciens.
Les transactions pour la nomination des différents professeurs de la nouvelle "Reichsuniversität Strassburg" débutent dès janvier 1941. Mais le choix du collège entier d'une université est difficile et cela d'autant plus qu'il y chevauchement de prérogatives entre Robert Wagner, chef de l'administration civile, et Bernhard Rust, ministre des sciences, de l'éducation, et de la formation populaire (conflit qui nécessitera même l'intervention d’Adolf Hitler en personne). Les Allemands rouvrent l'université à l'hiver 1941, mais comme tout le corps enseignant de la faculté de pharmacie de Strasbourg est resté à Clermont, un institut de pharmacie, analogue à celui qui avait fonctionné pendant l'annexion après 1870, est ouvert avec des professeurs allemands sous la direction du professeur Ferdinand Schlemmer qui assure avec trois assistants les cours de pharmacie chimique et de pharmacognosie, tandis que la chimie, la physique et la botanique sont enseignées à la faculté des sciences à laquelle était rattaché l'institut.
Dès 1942, des négociations ont lieu entre les autorités françaises et l'administration allemande de l'Alsace pour le retour à Strasbourg des bibliothèques, archives, collections et matériel de l'Université de Strasbourg évacués à l'intérieur en 1939. Après l'occupation de la zone libre, la pression allemande sur l'Université française de Strasbourg se fait plus intenses avec plusieurs rafles.
L'importance (militaire) de certains instituts de la « Reichsuniversität Strassburg » est telle qu’ils sont évacués dès le débarquement des Alliés en Normandie en juin 1944. Finalement, étant donné la menace de l'avance alliée, le ministre de l'éducation, Rust, ordonne l'évacuation de la « Reichsuniversität Strassburg » dans la deuxième semaine d'octobre 1944. Hermann Göring, en tant que Président du Conseil de la Recherche du Reich, ordonne quant à lui l'évacuation des instituts de la "Reichsuniversität Strassburg" s'occupant de "travaux d'intérêt de guerre". Les instituts et leur matériel (livres, registres, lampes, appareils, chaises, armoires…) sont envoyés à Tübingen, puis aux alentours. La "Reichsuniversität Strassburg" va alors fonctionner en parallèle avec l'Université de Tübingen.
Par décret du 18 décembre 1944, le siège de la "Reichsuniversität Strassburg" est transféré à Tübingen et le 9 avril 1945, dix jours avant la prise de la ville par les forces alliées, elle cesse définitivement toute activité.[réf. nécessaire]
En 1945 le corps enseignant alsacien resté à Clermont-Ferrand regagne Strasbourg ; cependant les facultés restent à Clermont-Ferrand ou elles constituent l'université de Clermont-Ferrand.[réf. nécessaire]

### L'université après-guerre

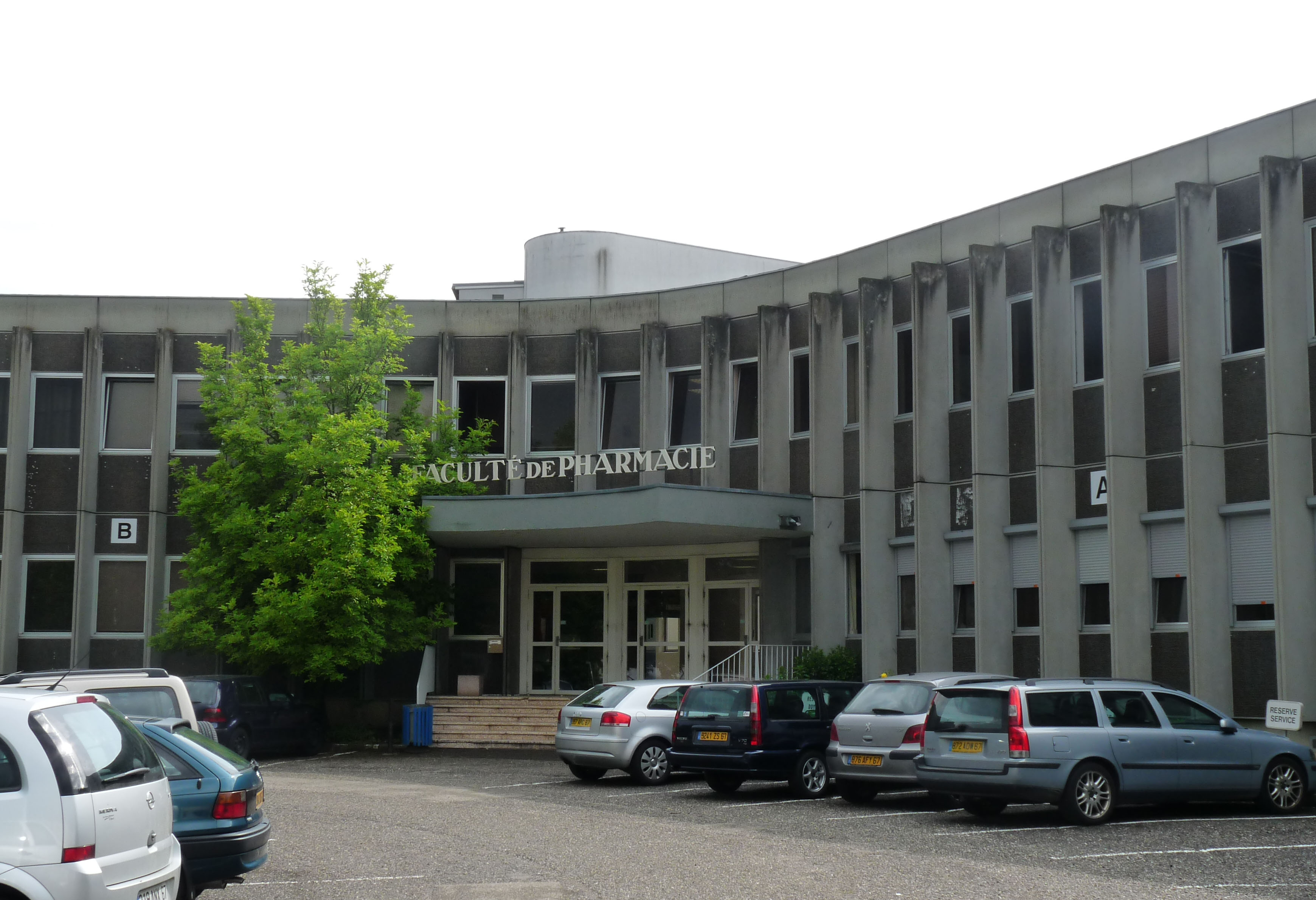
La faculté de pharmacie située sur le campus d'Illkirch

À la rentrée de 1945 la faculté de pharmacie rouvre dans ses anciens locaux à Strasbourg. Elle les quitte en 1978 pour déménager dans ses actuels locaux du campus d'Illkirch.[réf. nécessaire]
En 1983, la ville de Strasbourg et la communauté urbaine de Strasbourg (CUS) prennent la décision de créer un pôle de technologie consacré à la recherche autour de la faculté de pharmacie. Ce Parc d'innovation est un cluster permettant de réunir sur un lieu commun des structures de recherche et d'enseignement publiques et privées dans le but étant de créer un environnement d'excellence pour la création et le développement d'entreprises innovantes selon trois axes définis comme prioritaire : la santé, l'environnement et la mobilité. Il en résulte une cohabitation de structures d'enseignement et de recherche, publiques et privées ainsi que d'entreprises innovantes (startups) et de centres de recherche de grands groupes[réf. nécessaire].

## Les formations et la recherche

### Les formations
- Master
  - Master Sciences du médicament - Analyse des médicaments
  - Master Sciences du médicament - Assurance qualité microbiologique des produits de santé
  - Master Sciences du médicament - Conception et production de molécules d'intérêt thérapeutique (Drug design and production)
  - Master Sciences du médicament - Ingénierie pharmaceutique
  - Master Sciences du médicament - Pharmacologie
  - Master Sciences du médicament - Recherche et développement pharmaceutique FC
  - Master Sciences du médicament - Réglementations et droit pharmaceutiques
- Licence professionnelle Industries chimiques et pharmaceutiques : Procédés et technologies pharmaceutiques (alternance)
- Doctorat en pharmacie
- Diplôme d'études spécialisées du secteur santé

### La recherche
- Unités mixtes Université-CNRS
  - Laboratoire de biophotonique et pharmacologie - UMR 7213
  - Laboratoire d'innovation thérapeutique - UMR 7200
  - Laboratoire de conception et application de molécules bioactives - UMR 7199
  - Département sciences analytiques de l'institut pluridisciplinaire Hubert Curien - UMR 7178

- EA Université de Strasbourg
  - EA 3452 - Équipe pharmacie galénique et pharmacotechnie
  - EA Droit et économie pharmaceutique

- Unités de recherche associées
  - Laboratoire de conception et application de molécules bioactives (CAMB)
  - Laboratoire d'innovation thérapeutique (LIT)
  - Laboratoire de biophotonique et pharmacologie (LBP)
  - Institut pluridisciplinaire Hubert Curien (IPHC)
  - Département Sciences analytiques (Équipe Chimie analytique et sciences de l’aliment)

## Personnalités
- Frédéric-Louis Hammer (1762-1837). Professeur d’histoire naturelle des médicaments à l’École de pharmacie de 1804 à 1826 et poursuivit l’œuvre de son beau-père Jean-Frédéric Hermann en préservant le noyau de ce qui constitue aujourd’hui le Musée zoologique de l’Université de Strasbourg.
- Frédéric Kirschleger (1804-1869). Professeur de botanique, il publia une œuvre fondamentale sur la flore d’Alsace et des contrées limitrophes, fonda l’Association philomatique vogésorhéanne et fut directeur du Jardin botanique de Strasbourg.
- Jean-François Persoz (1805-1868). Chimiste français qui étudia la solubilité des corps ainsi que leur volume moléculaire, la dextrine et la garance, il isola, avec Anselme Payen, l’amylose du malt et mis en évidence sa présence dans la salive.
- Charles Frédéric Gerhardt (1816-1856). Chimiste, professeur à l’école de pharmacie de Strasbourg et inventeur de l’aspirine.
- Louis Pasteur (1822-1895). Scientifique, chimiste, pionnier de la microbiologie à l'origine de la technique de la pasteurisation et de la vaccination antirabique.